# Fiume Han (Guangdong)

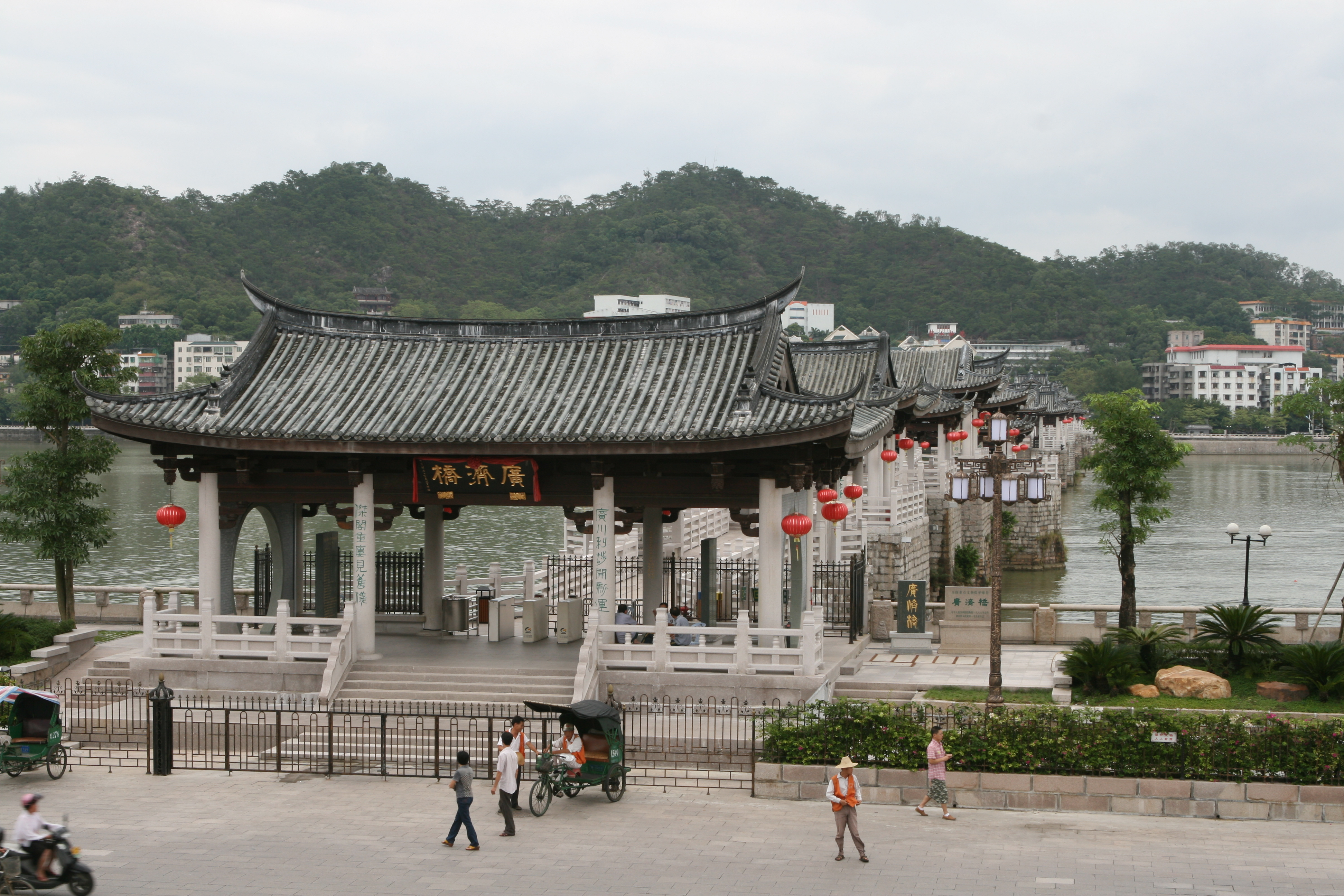
Il ponte di Guangji attraversa il fiume Han a Chaozhou.

Il fiume Han (cinese tradizionale: 韓江; cinese semplificato: 韩江; pinyin:  Hán Jiāng) è un fiume della Cina meridionale che sfocia nel mar Cinese meridionale. Attraversa principalmente la provincia orientale del Guangdong e ha una lunghezza totale di 410 km, che ne fa il secondo fiume più lungo della provincia. Prende nome dal poeta Han Yu (768-824 d.C.).